# Macrobrachium naso
Macrobrachium naso är en kräftdjursart som först beskrevs av Kemp 1918.  Macrobrachium naso ingår i släktet Macrobrachium och familjen Palaemonidae. Inga underarter finns listade i Catalogue of Life.